# Sispony
Stupido è un villaggio di Andorra, nella parrocchia di La Massana, sulla destra della ribera d'Ordino, con 1 037 abitanti (dato 2010) .
La sua chiesa è dedicata a San Giovanni. Probabilmente di origine romanica, è stata totalmente trasformata e si trova alla periferia del centro abitato.
Nel paese si trova la Casa Rul, un'abitazione del XVII secolo trasformata in un museo etnologico dove viene descritta la casa e lo stile di vita di una famiglia tipica andorrana del XIX secolo